# Как выйти замуж за 3 дня
«Как выйти замуж за 3 дня» (англ. Leap Year) — романтическая комедия режиссёра Ананда Такера. Мировая премьера состоялась 6 января 2010 года. Слоган фильма — «Anna planned to propose to her boyfriend on February 29th. This is not her boyfriend».

## Сюжет
День святого Освальда, 29 февраля, в Великобритании и Ирландии исторически считался единственным в году днём, когда женщина может сделать мужчине предложение о браке, и он не должен отказываться. Именно в этот день американка Анна Бреди решает сделать предложение своему бойфренду Джереми и едет к нему в Дублин. Но обстоятельства полностью рушат её планы, и ей приходится совершить путешествие через всю страну, чтобы осуществить свою мечту.

## Актёры
- Эми Адамс — Анна Бреди
- Мэттью Гуд — Деклан О’Каллаган
- Адам Скотт — Джереми Слоан
- Джон Литгоу — Джек Бреди
- Кэйтлин Олсен — Либби
- Доминик МакЭллигот — невеста

## Производство
Съёмки фильма проводились на островах Аран, в национальном парке в графстве Уиклоу, в Дублине, а также в графстве Голуэй, Ирландия.